# Форт-Вошакі (Вайомінг)
'Форт-Вошакі (англ. Fort Washakie; арапахо Ce'eyeino'oowu ) — переписна місцевість (CDP) в США, в окрузі Фремонт штату Вайомінг. Населення — 1650 осіб (2020).

## Географія
Форт-Вошакі розташований за координатами 43°0′25″ пн. ш. 108°55′14″ зх. д. / 43.00694° пн. ш. 108.92056° зх. д. (43.006912, -108.920425).  За даними Бюро перепису населення США в 2010 році переписна місцевість мала площу 54,12 км², уся площа — суходіл.

## Демографія
Згідно з переписом 2010 року, у переписній місцевості мешкало 1759 осіб у 496 домогосподарствах у складі 384 родин. Густота населення становила 33 особи/км².  Було 549 помешкань (10/км²).
Расовий склад населення:
| - 92,5 % — корінних американців - 5,6 % — білих - 0,1 % — вихідців з тихоокеанських островів |

До двох чи більше рас належало 1,6 %. Частка іспаномовних становила 4,0 % від усіх жителів.
За віковим діапазоном населення розподілялося таким чином: 36,9 % — особи молодші 18 років, 53,3 % — особи у віці 18—64 років, 9,8 % — особи у віці 65 років та старші. Медіана віку мешканця становила 27,1 року. На 100 осіб жіночої статі у переписній місцевості припадало 91,6 чоловіків;  на 100 жінок у віці від 18 років та старших — 86,9 чоловіків також старших 18 років.
Середній дохід на одне домашнє господарство  становив 52 374 долари США (медіана — 41 875), а середній дохід на одну сім'ю — 60 047 доларів (медіана — 51 875). Медіана доходів становила 36 042 долари для чоловіків та 29 405 доларів для жінок. За межею бідності перебувало 26,7 % осіб, у тому числі 34,8 % дітей у віці до 18 років та 11,2 % осіб у віці 65 років та старших.
Цивільне працевлаштоване населення становило 596 осіб. Основні галузі зайнятості: освіта, охорона здоров'я та соціальна допомога — 27,2 %, публічна адміністрація — 22,0 %, мистецтво, розваги та відпочинок — 12,8 %, роздрібна торгівля — 9,2 %.